# یوکیهیکو یاگوچی

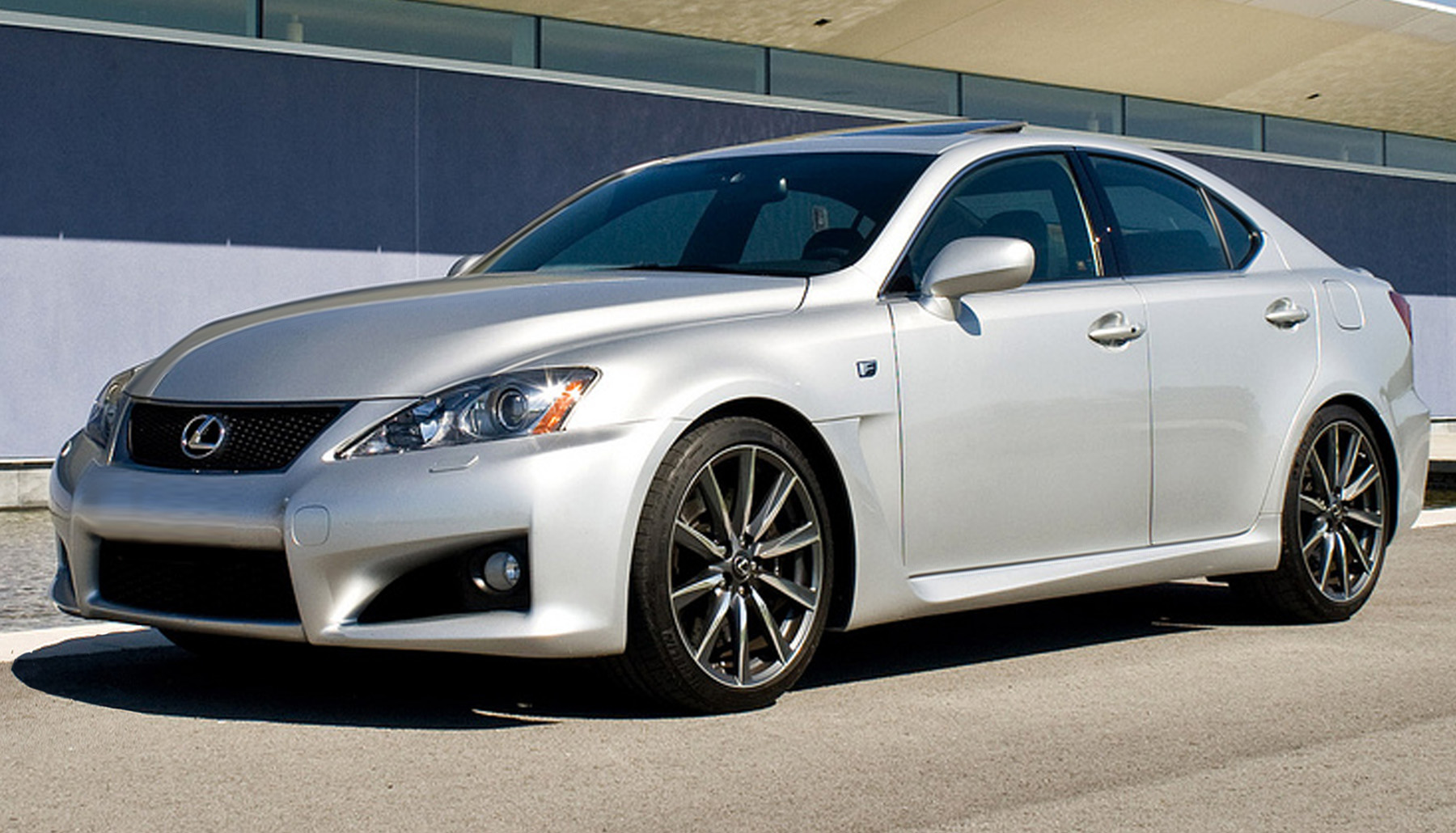
یوکیهیکو یاگوچی مدیر تولید و توسعهٔ لکسوس آی‌اس-اف بوده است.

یوکیهیکو یاگوچی (به ژاپنی: 矢口幸彦) یک مهندس و طراح خودروی ژاپنی است که مسئول طراحی نسل اول مدل اف اسپورت لکسوس آی‌اس بوده است. او متولد ۱۹۵۵ است و بیش از ۳۰ سال سابقهٔ طراحی خودرو دارد. او به‌عنوان مدیر توسعه و برنامه‌ریزی لکسوس و همچنین سرمهندس در تویوتا و لکسوس مشغول به‌کار بوده است. یاگوچی در طراحی و توسعهٔ تمامی نسل‌های تویوتا سوپرا حضور داشته است.

## زندگی‌نامه
یوکیهیکو یاگوچی با رسوم سخت‌گیرانهٔ ژاپنی بزرگ شد. او در دانشکدهٔ فنی دانشگاه متروپولیتن توکیو مهندسی مکانیک خواند، ولی در گرایش خاصی تخصص نگرفت.
اگرچه از بسیار قبل می‌دانست عاقبت در صنایع خودروسازی ژاپن مشغول به‌کار خواهد شد، اولین شغلش را در تویوتا یافت و از ۱۹۷۷ به آن‌ها ملحق شد.

## زندگی حرفه‌ای

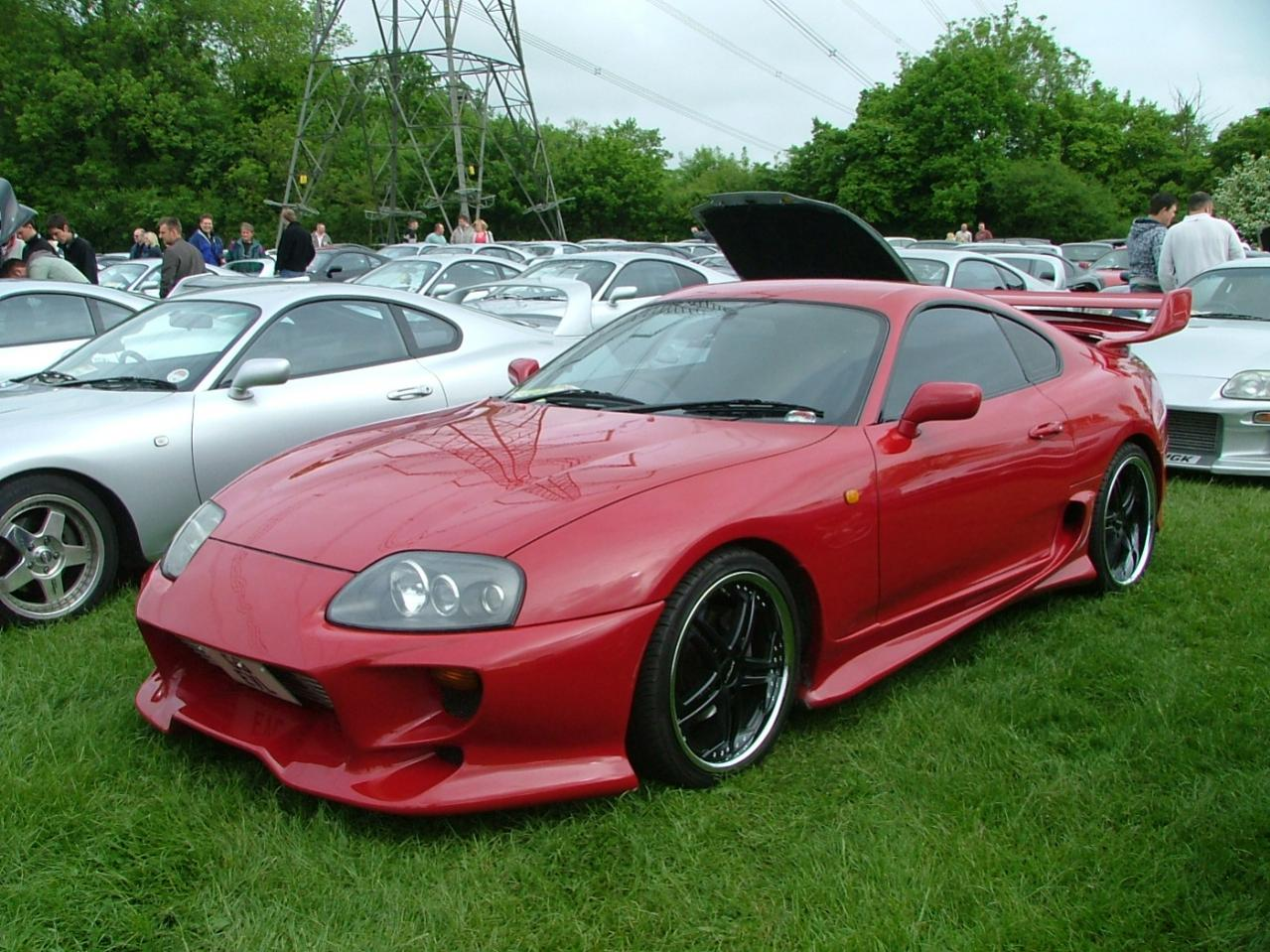
یوکیهیکو یاگوچی در طراحی و مهندسی همهٔ نسل‌های سوپرا حضور داشته است.

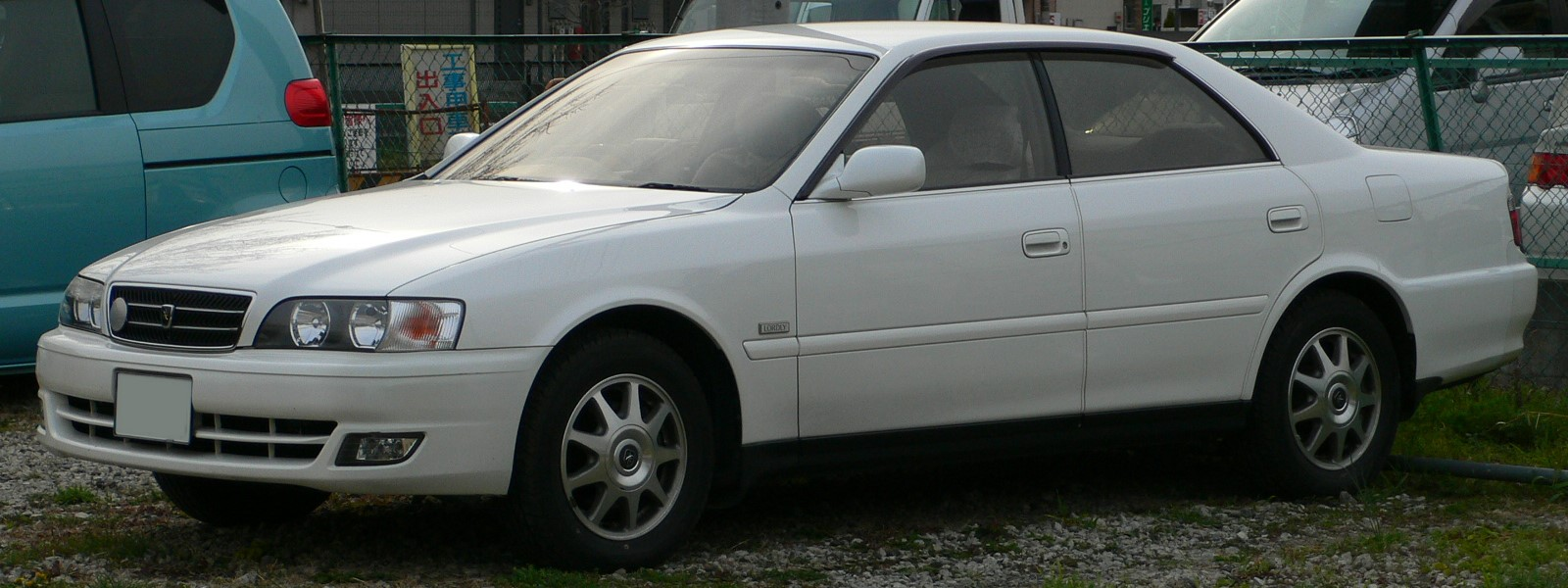
چیسر، از پروژه‌های یاگوچی-سان، برخلاف ظاهر کاملاً معمولی‌اش، از پیشرانه و سامانهٔ تعلیق سوپرا بهره می‌برد.

بعد از فارغ‌التحصیلی از دانشگاه، یاگوچی در یک امتحان ورودی استخدامی تویوتا شرکت کرد و پذیرفته شد. یکی از اولین پروژه‌های او در تویوتا، طراحی سوپرا بود. او در پروژهٔ هر چهار نسل سوپرا شرکت داشته است. در حدود سال ۲۰۰۰ و بسیار قبل از شروع پروژهٔ آی‌اس اف، تویوتا خودرویی به‌نام چیسر (به انگلیسی: Toyota Chaser) داشت. یاگوچی این خودرو را به‌عنوان ترکیبی از خودروی اشرافی و بسیار اسپرت طراحی کرد. این خودرو که به‌عنوان سلف لکسوس آی‌اس اف شناخته می‌شود، از پیشرانه و سامانهٔ تعلیق سوپرا استفاده می‌کرد.
در حالی‌که یاگوچی-سان سوپرا را طراحی می‌کرد، شاهد تولد لکسوس در گروه خودروسازی تویوتا در دههٔ ۸۰ میلادی بود. او وقت زیادی برای طراحی خودروهای لکسوس گذاشت و خصوصاً تلاش زیادی برای بی‌نقص بودن ال‌اس۴۰۰ کرد و مدیر توسعه و برنامه‌ریزی لکسوس شد. در سال ۲۰۰۶ از او خواسته شد تا طراحی لکسوس آی‌اس اف را مدیریت کند.
آی‌اس اف نگارش اسپورت سدان عادی آی‌اس است. در طراحی آی‌اس اف، یاگوچی از رانندگی با بسیاری خودروهای دیگر الهام گرفته است. در یک مصاحبه، او به این نکته اشاره می‌کند که خودروهای اسپورت را دوست دارد، ولی خیلی حیف است که خیلی از آنها به‌جای ۴ صندلی، تنها ۲ صندلی دارند؛ دقیقاً همین ایدهٔ پایهٔ آی‌اس اف است.